# Fredrik Stillman
Fredrik Stillman, född 22 augusti 1966 i Jönköping i Sverige, är en svensk tidigare ishockeyspelare.
Stillman, som ibland lokalt kallas Mr. HV, spelade som back tills en axelskada, som han ådrog sig i en träningsmatch mot IF Troja-Ljungby 2000, gjorde det omöjligt för honom att fortsätta sin aktiva spelarkarriär. Han har endast spelat för en elitserieklubb, HV71, men under två säsonger, 1995/1996 och 1999/2000, spelade han för Berlin Capitals i den tyska ligan DEL.
Stillman har gjort 197 assists och totalt 287 poäng för HV71. Före hemmamatchen mot Frölunda HC den 26 december 2001 hissades Stillmans tröja med nummer 14, tillsammans med Stefan Örnskogs nummer 15, upp i taket i Kinnarps Arena.
Efter sin aktiva spelarkarriär var Stillman assisterande tränare i HV71. Han har totalt spelat 156 matcher med Tre Kronor. 2008 vann HV71 SM-guld, klubbens tredje genom tiderna, blev Stillman trefaldig mästare - som spelare, tränare och sportchef.
Den 29 maj 2023 blev Stillman klar för AIK Hockey som ny assisterande tränare till Anton Blomqvist. Efter säsongen lämnade Stillman, AIK för att sedan gå i Blomqvist fotspår och tillbaka till HV71 som assisterande tränare.

## Meriter
- OS-guld 1994
- SM-guld med HV71 1995
- VM-guld 1991, 1992
- VM-silver 1993, 1995
- VM-brons 1994
- Flest poäng av back i Elitserien 1997
- SM-guld med HV71 som tränare 2004
- SM-guld med HV71 som sportchef 2008
- SM-guld med HV71 som sportchef 2010

## Klubbar
- HV71 1982/1983-1994/1995
- Berlin Capitals 1995/1996
- HV71 1996/1997-1998/1999
- Berlin Capitals 1999/2000
- HV71 2000/2001

### Fotnoter
1. ↑  ”Tröjnummer genom tiderna”. HV71. Arkiverad från originalet den 9 mars 2017. https://web.archive.org/web/20170309184429/http://www.hv71.se/om-hv71/statistik/trojnummer-genom-tiderna. Läst 13 mars 2017.